# William Heath
Pour les articles homonymes, voir Heath.
William Heath, né le 7 mars 1737 et mort le 24 janvier 1814 à Roxbury, est un fermier, soldat et homme politique américain originaire du Massachusetts qui a servi comme major-général de l'Armée continentale pendant la guerre d'indépendance des États-Unis.
La ville de Heath, au Massachusetts, est nommée d'après lui.